# Răul sub soare
Răul sub soare (în engleză Evil Under the Sun) este un roman polițist scris de Agatha Christie în anul 1941. Acest roman face parte din seria de cărți Hercule Poirot.